# Stacja Narciarska Jaworzyna Krynicka
Stacja Narciarska Jaworzyna Krynicka – kompleks tras narciarskich położonych w Krynicy-Zdroju, na wschodnich zboczach Jaworzyny Krynickiej. Uruchomiony został w 1997 r.

## Kolej i wyciągi
W skład ośrodka wchodzi:
- kolej gondolowa „Jaworzyna Krynicka” o długości 2210,8 m, przewyższeniu 468 m i zdolności przewozowej 1600 osób na godzinę[2]
- dwie koleje krzesełkowe z krzesełkami 4-osobowymi
- 8 wyciągów talerzykowych

## Trasy
W obrębie ośrodka znajduje się 9 tras narciarskich o zróżnicowanym stopniu trudności:
| Nazwa      | Trudność      | Długość (m) | Przewyższenie | Oświetlenie | Naśnieżanie |
| ---------- | ------------- | ----------- | ------------- | ----------- | ----------- |
| 1          | trudna        | 2600        | 465           | Tak         | Tak         |
| 2          | trudna        | 900         | 171           | Tak         | Tak         |
| 2a         | trudna        | 1000        | 250           | Nie         | Tak         |
| 3          | łatwa         | 650         | 105           | Tak         | Tak         |
| 4          | trudna        | 1000        | 190           | Nie         | Tak         |
| 5          | bardzo trudna | 1000        | 250           | Nie         | Tak         |
| 6          | trudna        | 1100        | 230           | Tak         | Tak         |
| Żółwik     | bardzo łatwa  | 100         | 10            | Tak         | Tak         |
| Mały Wacek | bardzo łatwa  | 100         | 10            | Tak         | Tak         |

### Homologacje
- Trasa 2 ma homologacje FIS na rozgrywanie zawodów w supergigancie, slalomie gigancie i slalomie[3]
- Trasa 5 ma homologacje dla slalomu giganta i slalomu.

Homologacje FIS dla trasy 1 wygasły 31 października 2011 roku.